# Falsepilysta guttata
Falsepilysta guttata là một loài bọ cánh cứng trong họ Cerambycidae.